# Entreprise individuelle
 (décembre 2013).

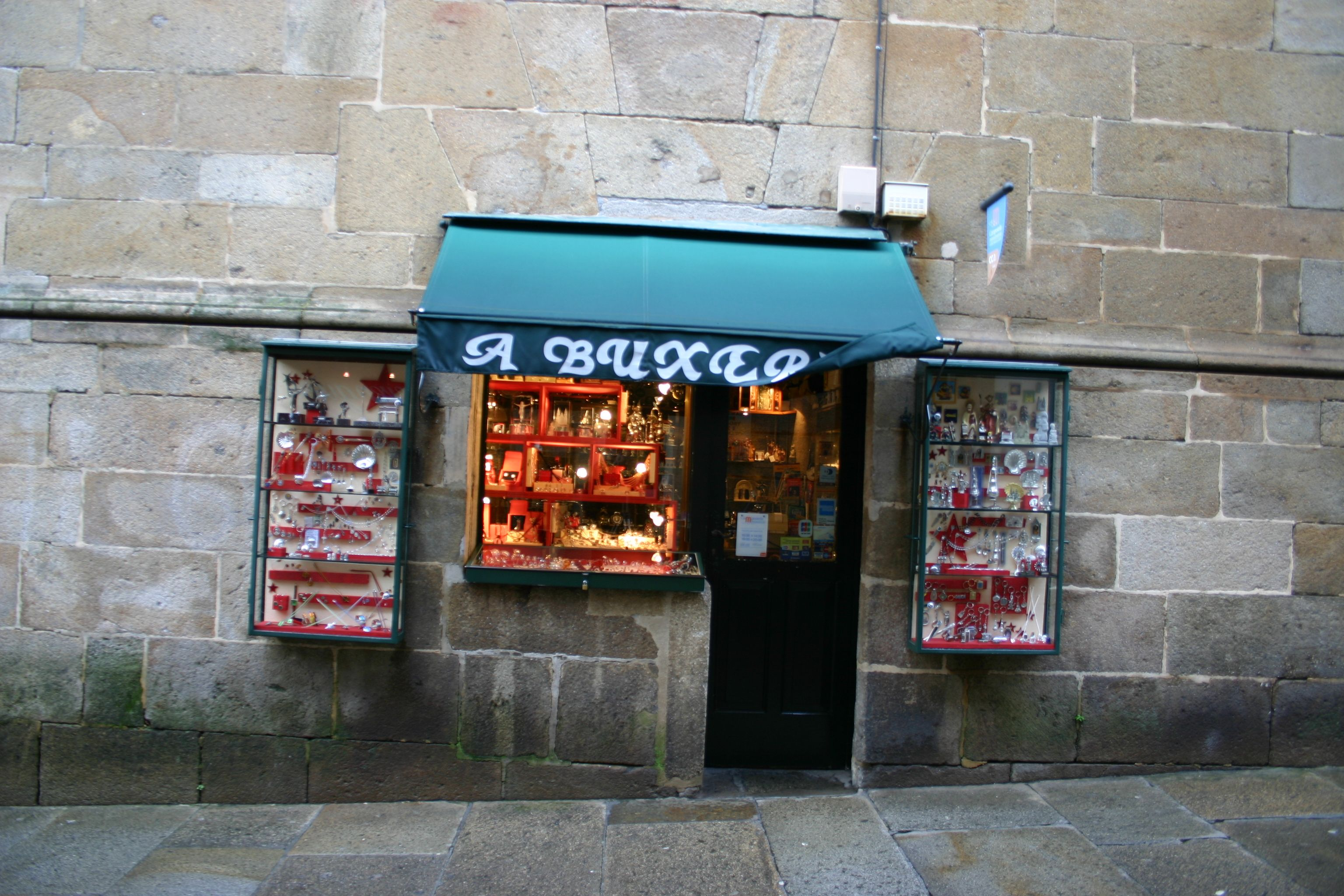
Boutique située dans le côté de la cathédrale de Saint-Jacques-de-Compostelle, Galice (Espagne).

Une entreprise individuelle est une entreprise dirigée par une seule personne, et qui n'a pas de personnalité morale, bien qu'elle soit parfois inscrite au répertoire des métiers (pour les artisans), au registre du commerce et des sociétés (pour les commerçants et industriels), ou exercée en profession libérale (réglementé ou non). Ce type d'entreprise peut également comporter des salariés.

## Entreprise individuelle à Madagascar
À la différence de la SARL ou de la SAS, ce n'est pas une société, mais plutôt une activité indépendante (qu'elle soit de type artisanale, commerçante ou libérale). Il n'y a fiscalement pas de séparation entre le patrimoine de l'entreprise individuelle et celui de l’entrepreneur lui-même (on parle d’entrepreneur individuel ou d'activité « exercée en nom propre ») ; voir cependant ci-dessous les modifications apportées en France par la loi du 15 juin 2010.
La responsabilité de l'entrepreneur individuel est donc illimitée face aux créanciers. Jusqu'en 2015, il était donc conseillé de réaliser un contrat d'insaisissabilité (acte notarié permettant de protéger des biens personnels). Mais, depuis août 2015, la loi Macron a fait évoluer cette prise de risque, en interdisant au créancier de saisir les résidences principales des fondateurs. Il est aussi possible de limiter les risques en souscrivant une assurance responsabilité professionnelle, ou en optant pour l'EIRL après acte notarié et formalités de publicité.

## Statut en France
En France, l'entreprise individuelle permet d'accéder à certaines options fiscales et sociales très simplifiées (régime « micro-entreprise », régime « auto-entrepreneur »…) dont ne peuvent bénéficier les sociétés. Ces régimes particuliers sont toutefois limités à des niveaux d'activité relativement modestes (petite activité ou activité complémentaire d'une activité salariée).
Le statut de l'entrepreneur individuel a été modifié avec la loi no 2010-658 du 15 juin 2010 relative à l'entrepreneur individuel à responsabilité limitée (EIRL), qui ajoute l'art. 526-6 au Code du commerce lequel dispose notamment que: « Tout entrepreneur individuel peut affecter à son activité professionnelle un patrimoine séparé de son patrimoine personnel, sans création d'une personne morale ».
L'entrepreneur peut, au moyen d'une déclaration étayée par une expertise pour des actifs d'une valeur supérieure à 30 000 €, séparer son patrimoine professionnel de son patrimoine personnel, pour protéger ce dernier en cas de difficultés l'amenant à la liquidation, sauf fraude. L'entrepreneur peut aussi opter pour l'assujettissement à l'IS, et se créer ainsi des réserves ayant supporté le seul impôt proportionnel (à taux réduit pour partie), ce qui favorise ses capacités d'investissement en moyens matériels et humains. Ce nouveau statut, voulu par le monde de l'artisanat, soutenu par les notaires de France, a été décidé par Hervé Novelli.
En France, il existe différentes structures unipersonnelles[réf. à confirmer] :
- micro-entreprise ;
- entreprise individuelle ;
- EURL : entreprise unipersonnelle à responsabilité limitée ;
- EIRL : (statut supprimé depuis le 16 février 2022) entrepreneur individuel à responsabilité limitée ;
- SASU : société par actions simplifiée unipersonnelle ;
- SELARL : société d'exercice libéral à responsabilité limitée, pour les professions réglementées, qui peut être unipersonnelle ;
- SELAS : société d'exercice libéral par actions simplifiée, pour les professions réglementées, qui peut être unipersonnelle.

Ces structures, hors évidemment l'entreprise individuelle, disposent d'une personnalité propre et permettent de limiter la responsabilité financière de l'associé à ses apports (sous condition de bonne gestion).

## Statut en Belgique
Au moment de se lancer dans la création d'une entreprise et d'opter pour une structure juridique bien définie, beaucoup d'indépendants et de gestionnaires se demandent que choisir : entreprise individuelle (en personne physique) ou société ?

### Avantages et inconvénients de l'entreprise individuelle
L'entreprise individuelle est souvent très prisée en raison de sa simplicité au moment de la création. Cependant, créer son entreprise doit être une décision raisonnée.
Des inconvénients majeurs découlent pourtant de ce type de statut. En effet, il s'agit d'une forme d'entreprise constituée d'une seule personne physique (le fondateur). Le patrimoine de la société n'est pas distinct de celui de son fondateur, qui reste responsable des éventuelles dettes de manière illimitée.
La totalité des biens (mobiliers et immobiliers) est donc susceptible d’être retenue par les créanciers, et les dettes du fondateur peuvent même être prélevées sur le patrimoine du conjoint.

### Différence entre entreprise individuelle et société
À la différence de l'entreprise individuelle, la société permet de faire une distinction entre le capital de l’entreprise et celui de l’entrepreneur, de sorte qu’une partie du patrimoine est exclue du risque de l’entreprise. La société dispose d'ailleurs d'une personnalité juridique distincte qui lui confère des droits propres, ainsi que des obligations.

### Société à responsabilité limitée ou illimitée
Il existe encore une distinction entre les sociétés à responsabilité dite limitée ou illimitée.
Dans le cas des sociétés à responsabilité limitée (SA, SPRL, SCRL), l'associé répond des dettes de l'entreprise à concurrence soit de son apport, soit du capital qu'il a investi lors de la création.
Dans le cas des sociétés à responsabilité illimitée (SNC, SCS, SCRI), l'associé engage son patrimoine personnel pour les engagements de la société.

### Régime matrimonial et entreprise individuelle
Lors de l'inscription d'une personne physique auprès de la Banque-Carrefour des Entreprises, il y a lieu de communiquer les coordonnées complètes du conjoint, de même que le lieu, la date du mariage et le régime matrimonial choisi. Le cas échéant, la date d'un divorce doit également être communiquée, de même qu'un jugement qui aboutit à une séparation des biens.
Selon le régime matrimonial choisi, le conjoint peut ou non être solidairement responsable des dettes de la société.

## En Suisse
En Suisse, l'entreprise individuelle n'est régie par aucune base légale spécifique, et donc uniquement par le code des obligations. Son propriétaire en répond sur tous ses biens. Le nom de l'entreprise doit inclure le nom de famille du fondateur.
Elle est la forme juridique la plus commune et ne requiert qu'une inscription au Registre du commerce lorsque le revenu annuel dépasse 100 000 francs.

## En droit québécois
En droit québécois, le troisième alinéa de l'article 1525 du Code civil du Québec fournit les critères pour confirmer qu'une entité est une entreprise. « Constitue l'exploitation d'une entreprise l'exercice, par une ou plusieurs personnes, d'une activité économique organisée, qu'elle soit ou non à caractère commercial, consistant dans la production ou la réalisation de biens, leur administration ou leur aliénation, ou dans la prestation de services. » Dans un commentaire doctrinal de l'alinéa 3 de l'article 1525, le juge Pierre Dalphond a énoncé cinq critères pour identifier une entreprise au sens de la loi : 1) existence d'un plan d'affaires 2) actif minimal (coffre à outils) 3) actes juridiques habituels 4) existence de tiers clients 5) valeur économique issue d'efforts.